# الوداد الرياضي 4–4 الرجاء الرياضي
الوداد 4–4 الرجاء أو ريمونتادا الرجاء هي نتيجة مباراة كرة القدم جرت بين الرجاء الرياضي المغربي والوداد الرياضي المغربي في 23 نوفمبر 2019 برسم إيّاب ثمن نهائي كأس العرب للأندية الأبطال 2019–20 على أرضية مركب محمد الخامس، معقل الديربي البيضاوي.
نجح الرجاء في التأهل إلى ربع النهاية بعد انتهاء المقابلة بأربعة أهداف في كل شبكة، مستفيدا من ختم لقاء الذهاب بالتعادل 1-1 بين الفريقين.
عرفت المباراة أيضا فرجة جماهيرية صنعها جمهور الناديين طيلة أطوار المقابلة، فقد قُدّر عدد دخلات «التيفو» التي رُفعت من قِبل جمهوري الفريقين بـ13 «تيفو»، 5 منها حملت طابع «الأبعاد الثلاثة». 

## خلفيّة

### الطريق إلى المباراة

#### الدور الأول
| الفريق الأول   | إجم. | الفريق الثاني  | مباراة الذهاب | مباراة الإياب |
| -------------- | ---- | -------------- | ------------- | ------------- |
| المريخ         | 1–3  | الوداد الرياضي | 1–1           | 0–2           |
|                |      |                |               |               |
| الرجاء الرياضي | 3–0  | هلال القدس     | 1–0           | 2–0           |

#### مباراة الذهاب
| الرجاء الرياضي | 1–1   | الوداد الرياضي |
| -------------- | ----- | -------------- |
| نغوما 48'      | تقرير | الحداد 33'     |

استضاف الرجاءُ الودادَ في مباراة الإياب التي أُجريت بتاريخ 2 نوفمبر 2019 على أرضية مركب محمد الخامس،
وكان نادي الوداد سباقا للتسجيل بواسطة اللاعب إسماعيل الحداد (د 33)، قبل أن يُعدّل النتيجة لفريق الرجاء اللاعب فابريس نغوما (د48).

## المباراة

### ملخّص
كان الرجاء متأخرا بنتيجة 4-1 حتى الدقيقة 73 قبل أن ينتفض ويسجل 3 أهداف متتالية ليطيح بالوداد من البطولة ويتأهل لربع النهائي.
سجل للوداد محمد الناهيري من ركلة جزاء، وأيمن الحسوني وأيوب الكعبي وبديع أووك، في الدقائق 12 و56 و58 و73.
بينما سجل للرجاء محسن متولي «هدفين» من ركلتي جزاء، وحميد أحداد وبين مالانغو في الدقائق 50 و74 و88 و93.

### تفاصيل
| الوداد الرياضي                                               | 4–4   | الرجاء الرياضي                                               |
| ------------------------------------------------------------ | ----- | ------------------------------------------------------------ |
| - الناهيري 13' (ركلة.) - الحسوني 55' - الكعبي 57' - أووك 71' | تقرير | - متولي 49' (ركلة.)، 88' (ركلة.) - أحداد 74' - مالانغو 90+4' |

## بعد المباراة
تفاعلت مجموعة من الصحف العربية مع الديربي البيضاوي، وسلّطت الضوء على التأهل «التاريخي» للرجاء الرياضي، لدور ربع نهائي كأس محمد السادس للأندية الأبطال، بعد إسقاط الوداد في آخر الأنفاس من رأسية الكونغولي مالانغو. كما أشاروا لإبداعات الجماهير على المدرجات التي لفتت الانتباه «بتيفوات» عالمية.
فقد وصفت صحيفة اليوم السابع المصرية المقابلة بـ«ديربي الجنون»، إذ خصصت تقريرا مفصلا حول المباراة، والذي جاء فيه: «واحدة من أجمل المباريات في تاريخ الكرة العربية بصفة عامة والكرة المغربية بصفة خاصة».
ومن جهة أخرى قالت صحيفة «آس العربية»، أن الرجاء تأهل بـ«ريمونتادا جنونية»، بعد أن كان الفريق يحتاج لتسجيل 3 أهداف في ربع ساعة فقط.